# فكتور بوبوف (لاعب كرة قدم)
فكتور بوبوف (بالبلغارية: Виктор Попов)‏ هو لاعب كرة قدم بلغاري في مركز الدفاع، ولد في 5 مارس 2000 في فارنا في بلغاريا. لعب مع نادي تشيرنو مور فارنا.

## وصلات خارجية
- فكتور بوبوف (لاعب كرة قدم) على موقع الاتحاد الأوربي (الإنجليزية)
- فكتور بوبوف (لاعب كرة قدم) على موقع قاعدة بيانات كرة القدم.إي يو (الإنجليزية)
- فكتور بوبوف (لاعب كرة قدم) على موقع ناشيونال فوتبول تيمز (الإنجليزية)
- فكتور بوبوف (لاعب كرة قدم) على موقع Soccerway.com (الإنجليزية)